# ویه-لویل
شهر ویه-لویل (به فرانسوی: Villers-la-Ville) در شهرستان نیول  در استان اوئلون بربان  در منطقه فدرال والوون در کشور بلژیک واقع شده‌است.